# Happy Marriage?!

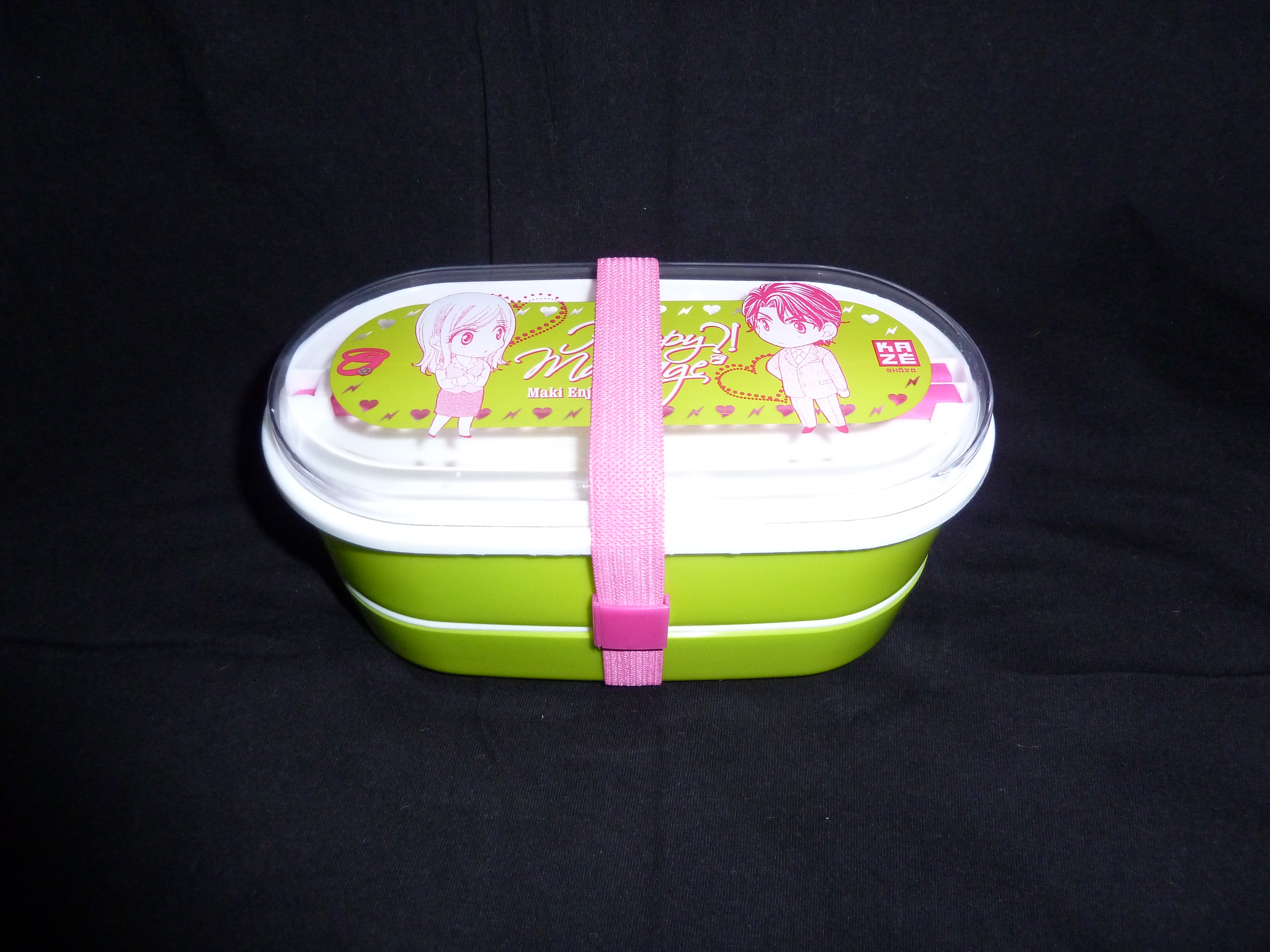
Bentō à l’effigie du manga

Happy Marriage?! (はぴまり〜Happy Marriage!?〜) est un manga romantique écrit et dessiné par Maki Enjoji.

## Synopsis
Chiwa Takanashi, 22 ans, est une employée de bureau banale. Enfin presque! En effet, pour rembourser les dettes de son père elle se voit obligée de travailler dans un bar d'hôtesses le soir. Mais un jour son secret est découvert par son directeur et du jour au lendemain ils se retrouvent mariés!
Petit à petit, notre héroïne va découvrir les bons comme les mauvais moments de la vie de couple!

## Personnages
Chiwa Takanashi
Femme d'Hokuto. Elle a un caractère bien trempé et veut aider Hokuto au quotidien. Elle a tendance à ne pas parler des sujets qui pourraient inquiéter ou énerver son mari. Ses débuts de jeune mariée lui ont été difficiles car elle n'avait eu qu'un seul petit ami auparavant.
Hokuto Mamiya
Fils illégitime et par conséquent, considéré comme un "bâtard" au sein des Mamiya. Seul son grand-père et l'un de ses cousins lui témoignent du respect et de l'affection. Il a un tempérament plutôt froid et colérique et considère Chiwa comme sa propriété aux débuts de leur mariage. Par la suite, il devient plus tendre et affectueux avec elle.

## L’univers deHappy Marriage?!
L'univers d'Happy Marriage est un représentant type de l'univers des shôjo. Deux personnes qui ne se connaissaient pas se retrouvent mariés du jour au lendemain. Leur relation évolue d'une simple colocation à une véritable vie de couple.
Le manga présente différents aspects : celui d'un homme autoritaire et colérique qui change et admet ses sentiments au cours du temps, les débuts sexuels d'une jeune femme assez ignorante des choses, le problème du travail omniprésent rendant difficile d'avoir des moments de solitude ou de conversation et l'évolution d'une jeune femme de célibataire limite endurcie à celle d'une parfaite épouse.
Happy marriage ne se contente pas pourtant que d'une simple histoire romantique où deux personnes se cherchent tant bien que mal. Le jeune couple subit des moments chaotiques dus majoritairement au problème de succession chez les Mamiya, chaque cousin tentant d'obtenir le titre de successeur officiel.

## Manga
La publication de cette série débute au Japon dans le magazine de prépublication Petit Comic de la maison d’édition Shōgakukan. Le premier tankōbon est publié, toujours par Shōgakukan, à partir de juin 2009 et se termine en septembre 2012. La série compte 10 volumes.
En France, la série paraît aux éditions Kazé depuis septembre 2010.

### Liste des tomes
| no                                                                                        | Japonais          | Japonais      | Français          | Français          |
| no                                                                                        | Date de sortie    | ISBN          | Date de sortie    | ISBN              |
| ----------------------------------------------------------------------------------------- | ----------------- | ------------- | ----------------- | ----------------- |
| 1                                                                                         | 10 juin 2009      | 9784091324702 | 16 septembre 2010 | 978-2-84965-939-7 |
| 2                                                                                         | 9 octobre 2009    | 9784091328380 | 25 novembre 2010  | 978-2-84965-985-4 |
| 3                                                                                         | 10 février 2010   | 9784091328946 | 27 janvier 2011   | 978-2-82030-011-9 |
| 4                                                                                         | 10 août 2010      | 9784091333032 | 24 mars 2011      | 978-2-82030-063-8 |
| 5                                                                                         | 7 janvier 2011    | 9784091334152 | 18 août 2011      | 978-2-82030-193-2 |
| 6                                                                                         | 8 avril 2011      | 9784091337450 | 24 novembre 2011  | 978-2-82030-242-7 |
| Dans la version française, le tome 6 est sorti en édition collector (ISBN 9782820302670). |                   |               |                   |                   |
| 7                                                                                         | 10 août 2011      | 9784091340047 | 18 janvier 2012   | 978-2-82030-280-9 |
| 8                                                                                         | 9 décembre 2011   | 9784091341860 | 16 mai 2012       | 978-2-82030-335-6 |
| 9                                                                                         | 10 avril 2012     | 9784091343949 | 22 août 2012      | 978-2-82030-463-6 |
| 10                                                                                        | 10 septembre 2012 | 9784091346124 | 5 décembre 2012   | 978-2-82030-545-9 |

## Adaptation endramajaponais
En 2016, le drama Happy Marriage!? est diffusé du 22 juin 2016 au 31 août 2016.

### Distribution

#### Acteurs principaux
- Seino Nana : Takanashi Chiwa
- Dean Fujioka : Mamiya Hokuto

#### Seconds rôles

##### Famille Mamiyia
- Enjouji Aya: Mamiya Saori
- Ono Takehiko : Mamiya Rinzo
- Kondo Yoshimasa : Mamiya Satoru
- Yamazaki Ginnojo : Mamiya Seiji
- Washio Machiko : Reiko

##### Autres
- Fujiwara Norika : Souma Taeko
- Shirasu Jin : Yagami Yuu
- Shinoda Mariko : Shitara Misaki
- Nukumizu Yoichi : Takanashi Yuji